# ULTRAS MATSUMOTO

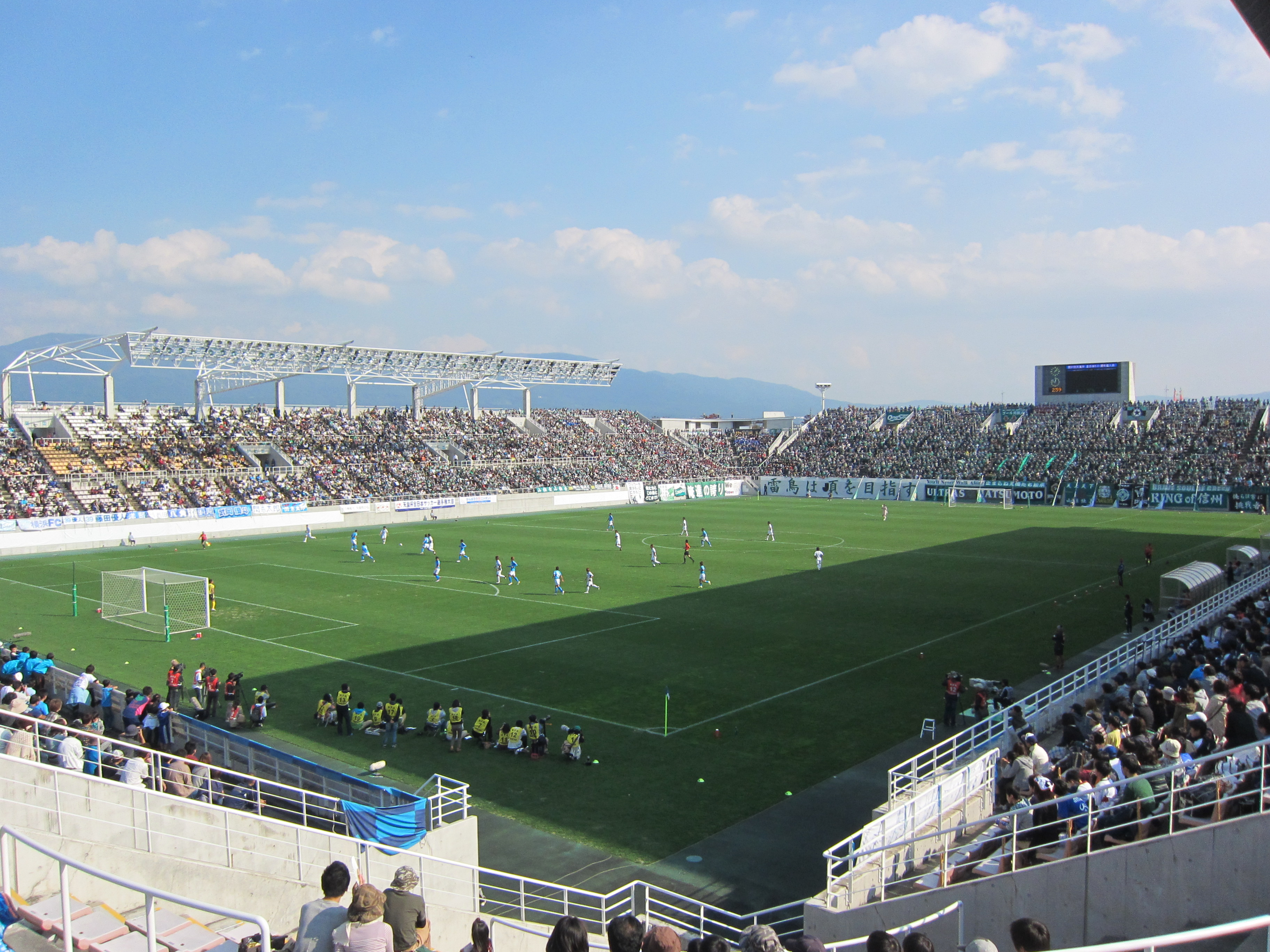
ULTRAS MATSUMOTOをはじめとした松本山雅FCサポーターの応援風景。

ULTRAS MATSUMOTO（ウルトラスマツモト）は日本プロサッカーリーグに所属する松本山雅FCのサポーター集団の一つ。通称「UM」。松本山雅FCサポーターの中心として活動を続けている。
ULTRAS MATSUMOTO は非会員制の集団であり、「非組織な個人の集合体」として活動している。メンバーとしての唯一の定義が「松本山雅FCを応援したいと思うこと」である。このため、広い意味では松本山雅FCを応援していて、ULTRAS MATSUMOTO を自認していればメンバー入りということになるが、実質的にはコールリーダーを中心として、松本山雅FCの応援をコントロールしている人々、およびULTRAS MATSUMOTO の楽器や大旗や弾幕などを直接使用・管理している人々である。松本山雅FCのすべての公式戦に足を運ぶが、試合以外でも、街頭に立っての宣伝やスタジアム清掃など、松本山雅FCに関連するボランティア活動を行なっている。選手のチャントについては試合出場する選手のほぼ全員分を作成する。2012年（J2加入）以降は、選手のチャントを選ぶための投票や公募も行っている。また本拠地の松本市への誇りを歌ったチャント、長野県内の歴史的対立に基づいた信州ダービー専用のチャントの製作も行っており、該当試合の応援に使用されている。また、クラブが資金力に乏しい時期には、クラブのための募金活動も実施したことがある。2010年に日本フットボールリーグ昇格を記念して信濃毎日新聞社より刊行されたグラフ誌には、「クラブを支え続けたサポータークラブ」として紹介された。

## 歴史
創設者（初代コールリーダー）は、長野県松本市にアルウィンの建設が始まったことなどから、「NPO法人 長野県にプロサッカークラブをつくる会」に参加していたが、高校時代に山雅サッカークラブ（現・松本山雅FC）の練習に参加していたことから、山雅サッカークラブを母体にJリーグ入りを目指す任意団体「ラズーソ・J・プロジェクト」（2003年創立）の活動に賛同、山雅サッカークラブのプロ化に必須と思われたサポーター集団の存在への道筋を付けるべく、2003年シーズンから ULTRAS MATSUMOTO の活動を開始した。当初、北信越フットボールリーグに所属していた山雅サッカークラブにはほとんど観客はおらず、ULTRAS MATSUMOTO として応援に参加したのも、創設者に声をかけられた数人であった。プロ化を意識した多数のチャントや横断幕を作成しつつ、観客増のための宣伝や選手のためのボランティア活動なども行った。2004年、「NPO法人 アルウィン スポーツ プロジェクト（略称・ASP）」が設立されたのを機にボランティア団体（TEAM VAMOS）が組織され、それまでほぼ一体だったサポーターとボランティアが分離され、現在に至る。